# Фридрих, Леопольд
Леопольд Фридрих (нем. Leopold Friedrich, 1 января 1898 — 1962) — австрийский тяжелоатлет, призёр Олимпийских игр.
Леопольд Фридрих родился в 1898 году. В 1923 году завоевал серебряную медаль чемпионата мира. В 1924 году на Олимпийских играх в Париже Леопольд Фридрих завоевал бронзовую медаль. 